# Nyhetsvärdering
Nyhetsvärdering eller nyhetsurval är en journalistisk bedömning av vilken information som ska betraktas som en nyhet och dessutom är värd att rapporteras. Värderingen sker utifrån flera kriterier.
Det finns olika teorier om nyhetsvärden. I vissa fall används kriterier för att förutspå om en nyhet kommer få stor uppmärksamhet eller inte. I andra fall används de för att besluta om  eller hur en uppgift ska publiceras.

## Henk Prakkes kriterier
En känd teori är den av den tyska mediaforskaren Henk Prakke, vars teori går ut på tre olika avstånd.
1. Tidsavståndet: Har det gått lång tid mellan händelsen och nyheten så sjunker nyhetsvärdet.
2. Det geografiska avståndet: Om händelsen är geografiskt långt bort sjunker nyhetsvärdet.
3. Det kulturella avståndet: engagemang, om det inte är viktigt för dig så sjunker nyhetsvärdet.

Men en nyhet behöver inte stämma överens med alla tre avstånden för att vara relevant. Även om någonting händer på andra sidan jorden kan vi fortfarande vara mycket engagerade och intresserade i att få veta vad det är som händer, men då behöver det vara en större händelse.

## I Sverige

### Journalisthögskolans kriterier
På Journalisthögskolan lärs fem olika kategorier av nyhetsvärdering ut:
1. "Närheten". Närhet i både tid och rum är det första och största, nyhetskriteriet. En händelse är ingen nyhet om det hände för fem dagar sedan och mycket är ointressant om det inte direkt berör läsarna. Det gäller också "kulturell", "religiös" eller "politisk och ekonomisk" närhet. Ett delstatsval i USA blir därför en större nyhet hos oss i Sverige än ett likadant i Ungern.
2. "Det oväntade och dramatiska". Händer någonting som ligger utanför det normala är det en nyhet.
3. "Människorna". Det som händer ska i princip påverka människor för att det ska vara intressant och betraktas som en nyhet.
4. "Känslorna". Att spela på känslor kan vara nödvändigt när andra nyhetskriterier inte fungerar.
5. "Det udda, exotiska och roliga" kan också få styra. Saker som sker överallt och hela tiden kan inte vara en nyhet trots att det är hemskt - typ trafikolyckor. Men tvärtom funkar.

### Håkan Hvitfelts kriterier
Håkan Hvitfelt, som är medieprofessor vid Göteborgs universitet, har listat tio kriterier om vad en nyhet innehåller för att bli en nyhet:
1. politik, ekonomi samt brott eller olyckor och
2. om det är kort geografiskt eller kulturellt avstånd till
3. händelser eller förhållanden som
4. är sensationella och överraskande,
5. handlar om enskilda elitpersoner och
6. beskrivs tillräckligt enkelt men
7. är viktiga och relevanta,
8. utspelas under kort tid men som del av ett tema
9. samt har negativa inslag
10. och har elitpersoner som källor

### Statens medieråds kriterier
Enligt statens medieråd kan det finnas många olika anledningar till hur nyheter värderas:
- Närhet – händelsen inträffar geografiskt, tidsmässigt eller kulturellt nära.
- Avvikelse – händelsen är ovanlig, oväntad eller dramatisk.
- Negativ händelse – dåliga händelser har högt nyhetsvärde.
- Händelsen involverar många människor.
- Händelsen får konsekvenser för många människor.
- Händelsen kan följas under en längre tid.
- Nyhetsproducenten är ensam om nyheten.
- Händelsen involverar berömda personer eller personer med inflytande över samhället.
- Det finns bildmaterial som skildrar händelsen.

### Övrigt
Eftersom de flesta tryckta och många strömmande medier är kommersiella vinstdrivande företag med prenumeranter och reklamintäkter, så görs en bedömning av läsarintresse. Har de flesta läst en nyhet en tidigare dag minskar nyhetsvärdet. Även public-service-medier intresserar sig för läsarintresse och antal läsare. De flesta medier köper in färdiga artiklar från nyhetsbyråer, särskilt för utländska händelser. Då köps oftast engelskspråkiga artiklar in för att underlätta översättningen, vilket ger en övervikt händelser från engelskspråkiga länder, särskilt USA, och dubbel översättning för händelser från andra länder.
Den faktiska relevansen för mottagaren kan ofta betyda ganska lite vid publiceringsbeslut. Som exempel har nämnts det utrymme som rapportering om terrorism ges i förhållande mot den vanligaste dödsorsaken, hjärt- och kärlsjukdomar.